# ادوارد جوسبری
ادوارد جوسبری (انگلیسی: Edward Jewesbury؛ ‏ ۶ اوت ۱۹۱۷ – ۳۱ مارس ۲۰۰۱) بازیگر اهل بریتانیا بود.
از فیلم‌ها یا برنامه‌های تلویزیونی که وی در آن نقش داشته‌است می‌توان به پوآرو، هنری پنجم، ساکو و وانزتی، سرزمین اژدها، دوریت کوچک، جان وزلی، دوستان پیتر، ریچارد سوم، فرانکنشتاین، هیاهوی بسیار برای هیچ، در چله سرد زمستان، گروتسک، دادگاه جزا، خطاهای نرم‌افزاری و خانم دالووی اشاره کرد.